# 拉图尔德卡罗勒
拉图尔德卡罗勒（法語：Latour-de-Carol，法語發音：[latuʁ də kaʁɔl] ⓘ）是法国东比利牛斯省的一个市镇，位于该省西部，南与西班牙赫羅納省接壤，属于普拉德区。

## 地理
拉图尔德卡罗勒（42°27'55"N, 1°53'20"E）面积12.63 平方千米，位于法国奧克西塔尼大區东比利牛斯省，该省份为法国大陆部分最南部的省份，涵盖了北加泰罗尼亚，北起奥德省，西接阿列日省和安道尔，南与西班牙接壤，东临地中海。
与拉图尔德卡罗勒接壤的市镇（或旧市镇、城区）包括：吉尔斯-德塞尔达尼亚、昂韦奇、波尔塔。
拉图尔德卡罗勒的时区为UTC+01:00、UTC+02:00（夏令时）。

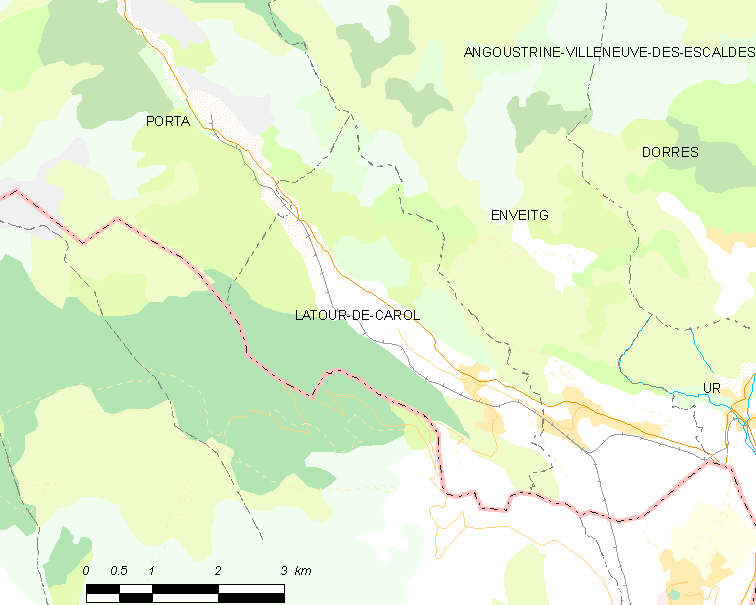
拉图尔德卡罗勒的OSM定位图

## 行政
拉图尔德卡罗勒的邮政编码为66760，INSEE市镇编码为66095。

## 政治
拉图尔德卡罗勒所属的省级选区为加泰罗尼亚比利牛斯县。

## 人口

1962-2008年间拉图尔德卡罗勒人口变化图示

拉图尔德卡罗勒于2022年1月1日时的人口数量为472人。